# Maomé ibne Idris
Maomé ibne Idris (em árabe: محمد بن إدريس; romaniz.: Muhammad ibn Idris) ou Maomé I, foi califa do Califado Idríssida de 828 até 836. Foi antecedido por seu pai Idris II e sucedido por seu filho Ali I.

## Vida
Maomé era o filho mais velho do califa Idris II (r. 808–828) e irmão de outros 11 homens. Com a morte de seu pai em 828, sucedeu-o como califa e sob conselho da avó Canza, dividiu o Califado Idríssida entre seus irmãos mais velhos, enquanto os mais novos, muito jovens para governar, ficaram sob sua tutela e a de sua avó. Nessa divisão, Maomé permaneceu em controle da capital Fez. Tal ideia, contudo, logo provocou rivalidades, com Issa se revoltando contra seu irmão e Maomé sendo forçado a enviar contra ele outro irmão, Alcácime, que se recusou. Um terceiro, Omar, foi enviado contra Issa e Alcácime, que fugiram. Em recompensa, o califa deu a Omar o governo de Tânger e dos domínios de seus irmãos fugidos. Ao morrer em setembro/outubro de 835, seu corpo foi sepultado em Fez e Maomé deu seu apanágio a seu filho Ali ibne Omar. O próprio Maomé falece sete meses depois, em março/abril de 836, e foi sucedido por seu filho Ali I.